# Akalayong
Akalayong, Acalayong ou Asalayeng est une ville de la province du Litoral, située dans le Sud-Ouest de la région continentale de Guinée équatoriale.
Des bateaux traversent la Mitélémé pour assurer la liaison entre Akalayong et Cocobeach, qui fait l'objet d'une souveraineté partagée entre le Gabon et la Guinée équatoriale depuis un accord survenu en novembre 2006.